# Catachora minor
Catachora minor là một loài tò vò trong họ Ichneumonidae.